# فوزية أسعد
فوزية أسعد ميخائيل (1929-) هي كاتبة وروائية مصرية، ولدت في القاهرة، حصلت على درجة الليسانس في الفلسفة من كلية الآداب في جامعة السوربون ثم الدكتوراة من الجامعة نفسها، وعملت على تدريس الفلسفة في جامعة القاهرة. تُقيم حاليًا في سويسرا.
كتبت روايتها الأولى «مصرية» في 1975 تصور فيها آثار الثورة المصرية عام 1952 والصراع العربي الإسرائيلي على امرأة قبطية مصرية،  ولها روايات أخرى وهي «حتشبسوت المرأة الفرعون»، و«أحلام وقمامة القاهرة»، و«الفراعنة المارقون حتشبسوت، أخناتون، نفرتيتي»، و«بيت الأقصر الكبير»، و«أطفال وقطط».

## مؤلفات
صدرت لها عدة أعمال منها:
مصرية:
- «(بالفرنسية: L'Égyptienne: roman)‏»، مركيور دو فرانس، باريس، 1975.[4]
- تُرجمت للعربية بعنوان «المصرية: رواية»، ترجمة أحمد عثمان، دار الهلال، القاهرة، 1997، عدد الصفحات:193 صفحة.[5]
- تُرجمت للإنجليزية بعنوان "(بالإنجليزية: Layla, an Egyptian woman) - ليلى، امرأة مصرية"، ترينتون، ذا ريد سي بريس، نيوجيرسي، 2004.[6]

حتشبسوت:
- «(بالفرنسية: Hatshepsout, femme pharaon: biographie mythique)‏ - حتشبسوت، المرأة الفرعونية: سيرة أسطورية»، مكتبة المستشرق بول جيوثنر، باريس، كتب المقدمة ميشيل بوتور.[7]
- تُرجمت للعربية بعنوان «حتشبسوت المرأة الفرعون»، ترجمة ماهر جويجاتي، المجلس الأعلى للثقافة، سلسلة المشروع القومي للترجمة، القاهرة، 2003، عدد الصفحات:257 صفحة.[8][9]

أحلام وقمامة القاهرة:
- «(بالفرنسية: AhLam et les éboueurs du Caire : roman)‏»، طبعات هيبي، جرولي، 2004.[10]
- تُرجمت للعربية بعنوان «أحلام وقمامة القاهرة: رواية»، ترجمة ديما شعيب الحسيني، سلسلة الإبداع القصصي، المركز القومي للترجمة، القاهرة، 2008، عدد الصفحات:354 صفحة.[11]

الفراعنة المارقون:
- (بالفرنسية: Pharaons hérétiques, Hatshepsout, Akhenaton, Nefertiti)‏"، جيوتنر، باريس، 2007.[12]
- تُرجمت للعربية بعنوان «الفراعنة المارقون: حتشبسوت، أخناتون، نفرتيتي»، ترجمة وتعليق ماهر جويجاتي، المركز القومي للترجمة، 2017.[13]

بيت الأقصر الكبير:
- «(بالفرنسية: La grande maison de Louxor: roman)‏»، رواية، هرمتان، باريس، 1992.[14]
- تُرجمت للعربية بعنوان «بيت الأقصر الكبير: رواية»، ترجمة منى قطان، المجلس الأعلى للثقافة، سلسلة المشروع القومي للترجمة، القاهرة، 2003، عدد الصفحات:257.[15]

أطفال وقطط:
- «(بالفرنسية: Des enfants et des chats)‏ - أطفال وقطط»، رواية، باريس، 1987، عدد الصفحات:234 صفحة.[16]
- تُرجمت للعربية بعنوان «أطفال وقطط»، ترجمة نسرين شكري تقديم ومراجعة منى طلبة، المركز القومي للترجمة، 2015.[17]

أخرى:
- «(بالفرنسية: Préfigurations égyptiennes de la pensée de Nietzsche : essai philosophique)‏ - تنبؤات مصرية مسبقة عن فكر نيتشه: مقال فلسفي»، باريس، 1986.[18]
- «(بالفرنسية: Préfigurations égyptiennes des dogmes chrétiens)‏ - التصورات المصرية المسبقة للعقائد المسيحية»، جيوتنر، باريس، 2013، عدد الصفحات:191 صفحة.[19]
- «سورين كيركجورد أبو الوجودية»، الطبعة الأولى، دار المعارف، 1962، عدد الصفحات: 200 صفحة، [20] الطبعة الثانية مزيدة ومنقحة، تقديم أنور مغيث، المجلس الأعلى للثقافة، القاهرة، 2008.[21]